# William Richardson
William Richardson, detto Ginger ed altresì citato come W.G. Richardson o WG Richardson (Framwellgate Moor, 29 maggio 1909 – Birmingham, 29 marzo 1959), è stato un calciatore inglese, di ruolo attaccante.

## Palmarès

### Club

#### Competizioni nazionali
- Coppa d'Inghilterra: 1

West Browmich: 1930-1931